# تاماس باور
تاماس باور (بالمجرية: Bauer Tamás)‏ (و. 1946 – م) هو عالم اقتصاد، وسياسي، من المجر، ولد في بودابست.

## مناصب
تولى منصب عضو الجمعية الوطنية المجرية.